# اس‌اس بزیلدون
اس‌اس بزیلدون (به انگلیسی: SS Basildon) یک کشتی بود که طول آن ۲۰۴ فوت ۸ اینچ (۶۲٫۳۸ متر) بود. این کشتی در سال ۱۹۴۵ ساخته شد.